# Embelia rotundifolia
Embelia rotundifolia är en viveväxtart som beskrevs av Ridley. Embelia rotundifolia ingår i släktet Embelia och familjen viveväxter. Inga underarter finns listade i Catalogue of Life.